# Božo Jašovič
Dr. Božo Jašovič, slovenski ekonomist, * 21. junij 1960, Ljubljana.
Božo Jašovič je doktor ekonomije, svojo profesionalno pot je opravljal pretežno na področju bančništva in financ. Med 3. junijem 1993 in 10. marcem 1996 je bil državni sekretar Republike Slovenije na Ministrstvu za finance Republike Slovenije. Bil je tudi član in nato predsednik upravnega odbora Agencije za sanacijo bank in hranilnic ter član strokovnega sveta Agencije za trg vrednostnih papirjev. Kasneje je profesionalno pot nadaljeval kot član uprave v družbi za upravljanje investicijskih skladov in potem kot član uprave Gorenjske banke. Septembra 2003 je postal profesionalni član Sveta Banke Slovenije, zadolžen za finančno stabilnost in nadzor bančnega poslovanja. Leta 2009 je bil imenovan za  predsednika uprave NLB.